# Episodi di American Dad! (quarta stagione)
La quarta stagione di American Dad! è stata trasmessa originariamente negli USA dal 30 settembre 2007 al 18 maggio 2008 su FOX.
In Italia, la quarta stagione è stata trasmessa in prima visione dal 19 febbraio al 10 marzo 2010, dal lunedì al venerdì alle ore 13:40, su Italia 1.
In seguito, analogamente a quanto accaduto con I Griffin, è stato creato il contenitore "American Dad! V.M." nel quale vengono trasmessi gli episodi saltati durante la trasmissione pomeridiana. L'episodio 6 è stato trasmesso giovedì 17 giugno alle 22:50. L'episodio 7 in chiaro è andato in onda solo su Italia 2, la prima TV è stata su Fox di Sky martedì 28 settembre alle 22:00, rete sulla quale l’intera stagione è andata in onda in versione integrale dal 7 settembre, ogni martedì sera alla stessa ora con un doppio episodio.
| N° | Codice di produzione | Titolo italiano                   | Titolo originale                               | Prima TV USA      | Prima TV Italia    |
| -- | -------------------- | --------------------------------- | ---------------------------------------------- | ----------------- | ------------------ |
| 1  | 2AJN22               | Vacanze in gelatina               | The Vacation Goo                               | 30 settembre 2007 | 19 febbraio 2010   |
| 2  | 3AJN01               | L'ausiliare del traffico          | Meter Made                                     | 7 ottobre 2007    | 22 febbraio 2010   |
| 3  | 3AJN02               | La conversione                    | Dope & Faith                                   | 14 ottobre 2007   | 23 febbraio 2010   |
| 4  | 3AJN03               | Grosso guaio a Little Langley     | Big Trouble In Little Langley                  | 4 novembre 2007   | 24 febbraio 2010   |
| 5  | 3AJN04               | La strada per la felicità         | Haylias                                        | 11 novembre 2007  | 25 febbraio 2010   |
| 6  | 3AJN05               | La prima volta di Stan            | 42-Year-Old Virgin                             | 18 novembre 2007  | 17 giugno 2010     |
| 7  | 3AJN07               | Una famiglia perfetta             | Surro-Gate                                     | 2 dicembre 2007   | 28 settembre 2010* |
| 8  | 3AJN12               | Benvenuto in Paradiso             | The Most Adequate Christmas Ever               | 16 dicembre 2007  | 26 febbraio 2010   |
| 9  | 3AJN06               | Il finto rapimento                | Frannie 911                                    | 6 gennaio 2008    | 1º marzo 2010      |
| 10 | 3AJN08               | 007 in: Strappalacrime            | Tearjerker                                     | 13 gennaio 2008   | 2 marzo 2010       |
| 11 | 3AJN09               | Di mamma ce n'è una sola          | Oedipal Panties                                | 27 gennaio 2008   | 3 marzo 2010       |
| 12 | 3AJN10               | Un uomo nuovo                     | Widowmaker                                     | 17 febbraio 2008  | 4 marzo 2010       |
| 13 | 3AJN11               | Cielo ottobre rosso               | Red October Sky                                | 27 aprile 2008    | 5 marzo 2010       |
| 14 | 3AJN13               | AAA Alieno cercasi                | Office Spaceman                                | 4 maggio 2008     | 8 marzo 2010       |
| 15 | 3AJN14               | La leggenda dei lingotti di Ollie | Stanny Slickers II: The Legend Of Ollie's Gold | 11 maggio 2008    | 9 marzo 2010       |
| 16 | 3AJN17               | Vacanze di primavera              | Spring Breakup                                 | 18 maggio 2008    | 10 marzo 2010      |

* Episodio trasmesso in anteprima su Fox.

## Vacanze in gelatina
- Sceneggiatura: Josh Bycel e Jonathan Fener
- Regia: Albert Calleros
- Messa in onda originale: 30 settembre 2007
- Messa in onda italiana: 19 febbraio 2010

Francine scopre che tutti i suoi ricordi di vacanze trascorse insieme alla sua famiglia sono solo un 'falso', create abilmente da Stan grazie a delle tecniche CIA. Infuriata, chiede a Stan una vera e propria vacanza. Dopo molti tentativi riescono finalmente a farne una in crociera. Ma la vacanza si rivelerà molto più movimentata di quanto tutti si possano aspettare.

## L'ausiliare del traffico
- Sceneggiatura: Dan Vebber
- Regia: Bob Bowen
- Messa in onda originale: 7 ottobre 2007
- Messa in onda italiana: 22 febbraio 2010

Dopo aver pestato un ausiliare del traffico, Stan viene processato in tribunale. Per scontare la sua pena, deve per un certo periodo a fare lo stesso lavoro della sua "vittima".

## La conversione
- Sceneggiatura: Michael Shipley
- Regia: Caleb Meurer
- Messa in onda originale: 14 ottobre 2007
- Messa in onda italiana: 23 febbraio 2010

Grazie alla sua famiglia, Stan si rende conto che non ha amici. Così decide di pregare Dio affinché gli mandi un amico. Quando pensa di averne trovato uno, scopre che è ateo e cerca in tutti i modi di convincerlo dell'esistenza di Dio.

## Grosso guaio a Little Langley
- Sceneggiatura: Rick Wiener e Kenny Schwartz
- Regia: John Aoshima
- Messa in onda originale: 4 novembre 2007
- Messa in onda italiana: 24 febbraio 2010

Stan e Francine ricevono la visita indesiderata dei genitori cinesi adottivi di lei, Mama e Baba. Ma tra le due famiglie c'è subito uno scontro tra culture. Stan decide di andare alla ricerca dei veri genitori e di farli conoscere a Francine. Intanto Steve tenta di far colpo su una ragazza, ma nell'impresa di attirare la sua attenzione, si rompe un dito a causa di un petardo.

## La strada per la felicità
- Sceneggiatura: David Zuckerman
- Regia: Brent Woods
- Messa in onda originale: 11 novembre 2007
- Messa in onda italiana: 25 febbraio 2010

Hayley vuole trasferirsi in Francia per sfuggire all'oppressione imperialistica americana, ma Stan cerca di trovare il modo per fermarla.

## La prima volta di Stan
- Sceneggiatura: Nahnatchka Khan
- Regia: Pam Cooke
- Messa in onda originale: 18 novembre 2007
- Messa in onda italiana: 17 giugno 2010

I colleghi della CIA scoprono che Stan non ha mai ucciso nessuno. La 'sconcertante' rivelazione fa subito scattare la ricerca della vittima sacrificale.
- Ascolti Italia: telespettatori 1.101.000 – share 6,81%[1]

## Una famiglia perfetta
- Sceneggiatura: Erik Durbin
- Regia: Tim Parsons
- Messa in onda originale: 2 dicembre 2007
- Messa in onda italiana: 28 settembre 2010

Francine si offre di diventare una madre surrogato per i vicini di casa gay, ma Stan non la prende affatto bene.

## Benvenuto in Paradiso
- Sceneggiatura: Jim Bernstein
- Regia: John Aoshima
- Messa in onda originale: 16 dicembre 2007
- Messa in onda italiana: 26 febbraio 2010

Alla ricerca dell'albero di Natale perfetto per la sua famiglia, Stan muore prematuramente. Giunto nel limbo, apprende una sconvolgente verità.

## Il finto rapimento
- Sceneggiatura: Brian Boyle
- Regia: Joe Daniello
- Messa in onda originale: 6 gennaio 2008
- Messa in onda italiana: 1º marzo 2010

Stan, stanco delle stravaganze di Roger, litiga con Francine accusandola di difenderlo sempre. L'alieno si dispera, convinto che Stan non gli voglia più bene.

## 007 in: Strappalacrime
- Sceneggiatura: Jonathan Fener
- Regia: Albert Calleros
- Messa in onda originale: 13 gennaio 2008
- Messa in onda italiana: 2 marzo 2010

Stan e altri personaggi interpretano ruoli in una parodia dei film di James Bond. In esso, Stan interpreta un agente di tipo 007 incaricato dal suo capo, "B" (Bullock) di infiltrarsi nel set del produttore cinematografico TNinnolo Amollo (Klaus) diventato un trafficante d'armi. Mentre è in Tunisia, Stan scopre che Ninnolo è stato assunto dal diabolico Strappalacrime (Roger), un magnate degli affari che ha rapito celebrità dal suo centro benessere e le ha sostituite con robot famosi che fanno film orribili e funzionano male se esposti al latte. Dopo essere stato aiutato dalla scagnozza di Strappalacrime, Sex Bomb (Francine), Stan si rende conto che Strappalacrime intende utilizzare il suo capolavoro "Oscar Gold", il più triste di sempre su un ragazzo ebreo alcolizzato mentalmente ritardato e il suo cucciolo malato di cancro durante l'Olocausto. per far piangere a morte milioni di spettatori.
Strappalacrime li lega e li costringe a guardare "Oscar Gold" con milioni di persone in tutto il mondo. Tutti sono sul punto di piangere a morte, ma Stan ricorda che Sex Bomb ha in tasca un anello che gli è stato regalato da "S" (Steve), i cui gadget fanno crescere solo il seno delle donne. La esorta a indossarlo, il che fa gonfiare i seni di Sex Bomb così tanto da rompere le corde, permettendole di liberare se stessa e Stan. Scoprendo le vere celebrità nella prigione di Strappalacrime, Stan registra un video di loro con il loro bambino e lo pubblica su Internet. Tutti i frequentatori di film ricevono quindi telefonate sul bambino famoso e vanno a casa a vederli online.
Strappalacrime quindi scatena i suoi soldati per uccidere Stan. Tuttavia, mentre scendono con le corde dal suo dirigibile, precipitano attraverso il pavimento dell'ufficio mal costruito di Strappalacrime; Stan poi si arrampica sulle corde sul dirigibile. Strappalacrime cerca di fuggire in una capsula di salvataggio, progettando di creare un film di maggior successo su un cucciolo di panda che cerca di far rivivere la madre morta per sei ore. Tuttavia, la costruzione scadente fa cadere la capsula in un vulcano con Strappalacrime che maledice l'appaltatore che ha assunto per costruire il suo nascondiglio. Alla fine, Stan e Sexpun si sposano, anche se non si sa quanto durerà la loro relazione da quando Sexpun si rende conto che Stan era, fino alla loro luna di miele, vergine.

## Di mamma ce n'è una sola
- Sceneggiatura: David Hemingson
- Regia: Rodney Clouden
- Messa in onda originale: 27 gennaio 2008
- Messa in onda italiana: 3 marzo 2010

La mamma di Stan non riesce a trovare un fidanzato. Francine, esasperata dall'averla in casa, le combina un appuntamento con Hercules, il suo macellaio greco. Quando i due sono al terzo appuntamento (quello in cui tutti gli uomini con cui Betty è uscita sono spariti misteriosamente), Francine li segue e scopre che Stan ha sempre rapito tutti gli uomini di sua madre perché non voleva che provasse altro dolore. Alla fine Stan capisce che deve lasciare che sua madre ed Hercules si sposino. Durante il viaggio di nozze in Grecia si vede l'isola in cui Stan ha lasciato gli ex di Betty dopo averli rapiti.

## Un uomo nuovo
- Sceneggiatura: Keith Heisler
- Regia: Bob Bowen
- Messa in onda originale: 17 febbraio 2008
- Messa in onda italiana: 4 marzo 2010

Julie, la migliore amica di Francine, è disperata perché suo marito Craig, agente della CIA come Stan, è scomparso. Sapendo che Julie e Craig si dicevano tutto Francine cerca di fare lo stesso con Stan e ci riesce grazie a Roger. Quando Stan confessa a Francine di aver ucciso Craig poiché aveva parlato del lavoro con la moglie e che avrebbero dovuto uccidere anche lui, Francine non vuole più sapere niente e mantiene il segreto. Quando nota che Julie e Stan stanno legando molto facendo cose che spaventavano Stan (le fontane, le bibite con il ghiaccio ecc.), Francine confessa tutto a Julie che minaccia di andare alla polizia ma Francine la stordisce per proteggere il marito. Quando Julie tenta di suicidarsi Stan rivela di non aver ucciso Craig e che era tutto un piano creato insieme a Roger: Craig si sarebbe trasferito nel Laos e risposato poiché non sopportava la moglie e il fatto di dirgli tutto e che tutti i segreti che Stan aveva detto a Francine erano bugie. Alla fine dice solo una cosa: il suo colore preferito è l'arancione. Alla fine Julie viene curata dall'alter ego psicologo di Roger, il Dott. Pinguino.

## Cielo ottobre rosso
- Sceneggiatura: Steve Hely
- Regia: Caleb Meurer
- Messa in onda originale: 27 aprile 2008
- Messa in onda italiana: 5 marzo 2010

Stan non ha tempo per aiutare il figlio a costruire un modellino di razzo per la gara scolastica. Decide allora di affidarlo al vicino russo.

## AAA Alieno cercasi
- Sceneggiatura: Laura McCreary
- Regia: Brent Woods
- Messa in onda originale: 4 maggio 2008
- Messa in onda italiana: 8 marzo 2010

Roger fa pubblicare le sue foto e la CIA avvia una task force contro gli alieni comandata da Michael Jackson, da Stan e poi da Roger stesso sotto le mentite spoglie del fotografo.

## La leggenda dei lingotti di Ollie
- Sceneggiatura: Erik Sommers
- Regia: Pam Cooke
- Messa in onda originale: 11 maggio 2008
- Messa in onda italiana: 9 marzo 2010

Dopo aver rischiato di morire, Stan si rende conto di non aver fatto nulla di importante nella vita. Così inizia a cercare il tesoro di Oliver "Ollie" North, l'ex proprietario della casa che avrebbe nascosto l'oro sotto casa sua. Intanto la situazione con Steve e Hayley peggiora: lui si fa un aspirapolvere come fidanzata e lei molti più piercing. Quando trova l'oro la struttura crolla Stan sviene e vede come sarà la sua vita: sarà morto, famoso e avrà un museo tutto suo ma sarà disprezzato per come sono finiti i suoi figli: Steve si è fatto un robot femmina e Hayley è piena di piercing e ha addirittura un piatto sul mento che gli serve per l'elemosina. Stan si salva e raddrizza i figli capendo che sono loro il suo lascito.

## Vacanze di primavera
- Sceneggiatura: Nahnatchka Khan
- Regia: Albert Calleros
- Messa in onda originale: 18 maggio 2008
- Messa in onda italiana: 10 marzo 2010

Francine, annoiata dalla routine matrimoniale, parte per una settimana per andare ad accudire il padre che ha subito un'operazione all'ernia.